# Shoshana Chatfield

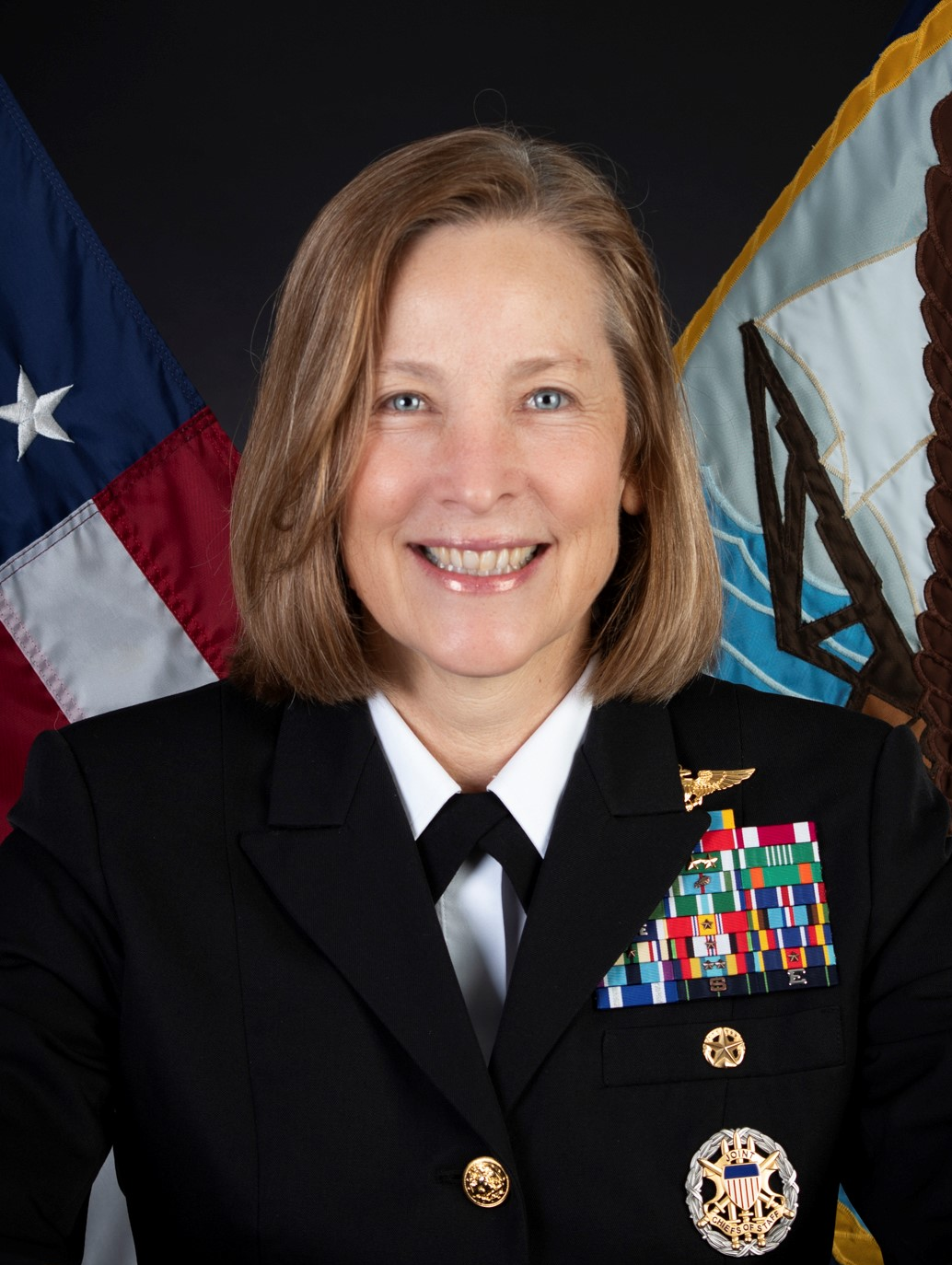
Shoshana Chatfield (2023)

Shoshana Chatfield (* 5. Oktober 1965 in Orange County, Kalifornien) ist eine Marine-Offizierin der US Navy. 2019 wurde bekannt, dass sie - im Rang eines Konteradmirals - zur ersten weiblichen Präsidentin des Naval War College ernannt wird. Von 2023 bis 2025 war sie als Vizeadmiral Vertreterin der USA im NATO-Militärausschuss.

## Leben und Karriere
Chatfield stammt aus Garden Grove in Kalifornien und besuchte die Boston University. Dort graduierte sie 1987. Sie schloss ihre Studien in Internationalen Beziehungen, Französisch und Französische Literatur mit einem Bachelor ab. 1988 trat sie der Navy-Reserve bei und wurde zur Hubschrauberpilotin ausgebildet. Sie diente zunächst in einer Helicopter Combat Support Squadron an der Westküste der Vereinigten Staaten. Sie wechselte hiernach zur Helicopter Sea Combat. Für diese flog sie Einsätze im Pazifik und am Arabischen Golf. Es folgte eine Stabsausbildung und Dienst im Rahmen des Joint Staff/OSD Internship Programms. Sie diente dann beim Chief of Naval Operations. Hieran schloss sich der Dienst beim Alliierten Oberkommando für Europa als Assistentin an.
Shoshana Chatfield erhielt ein Stipendium und studierte an der Kennedy School of Government an der Harvard University, wo sie 1997 mit einem Master in öffentlicher Verwaltung abschloss. 2001 bis 2004 lehrte sie als Assistenz-Professor an der United States Air Force Academy. Es folgten diverse Kommandoposten und 2009 die Erlangung eines Doktortitels der University of San Diego. Im Januar 2017 wurde sie zum Befehlshaber der Region Marianen ernannt. Nachfolger Chatfields als Kommandeur auf den Marianen wurde im Sommer 2019 Konteradmiral John Menoni.
Am 1. August 2019 trat Shoshana Chatfield den Dienst als Präsidentin des Naval War College an. Als 58. Leiterin des Instituts löste sie als erste Frau in dieser Position Jeffrey Harley ab. Als sie 2023 zur Vizeadmiral befördert werden sollte, wurde dies, wie bei zahlreichen anderen hohen Ämtern, durch eine Blockade von Senator Tommy Tuberville verzögert. Schließlich wurde Chatfield 2023 befördert und zur US-Vertreterin im NATO-Militärausschuss ernannt. Präsident Donald Trump entließ sie im April 2025.